# Whipton
Whipton – osada w Anglii, w Devon. Whipton jest wspomniana w Domesday Book (1086) jako Wipletone/Wipletona.